# Atherigona perpulchra
Atherigona perpulchra este o specie de muște din genul Atherigona, familia Muscidae, descrisă de Mario Bezzi în anul 1908.
Este endemică în Congo. Conform Catalogue of Life specia Atherigona perpulchra nu are subspecii cunoscute.